# Il pleut sur Bruxelles
Singles de Dalida
Fini la comédie Americana
Il pleut sur Bruxelles est une chanson de Dalida sortie en 1981. La chanson est un hommage que fait Dalida à Jacques Brel, mort en 1978.

## Histoire de la chanson
Le point de départ de ce titre est un texte écrit par Michel Jouveaux, rendant hommage à Jacques Brel, mort quelques années plus tôt,  en citant ses principales chansons. Michel Jouveaux soumet ce texte au compositeur Jeff Barnel. Celui-ci écrit une mélodie sur ce texte et suggère à Michel Jouveaux de le proposer à Dalida, via Orlando, frère cadet et producteur de la chanteuse. Orlando apprécie le morceau et le propose à sa sœur.
Dalida intègre ce nouveau morceau dans son tour de chant, du 18 mars au 19 avril 1981, à l'Olympia à Paris. Ce récital vient marquer ses 25 ans de carrière. Elle explique à ce propos : « j'ai l'impression d'aller à un rendez-vous d'amour. J'ai le cœur qui bat, parfois la peur égale le désir. ». L'accueil du public à ce nouveau morceau est enthousiaste. Elle l'incorpore alors dans l'album qui suit, Olympia 81, qui n'est pas un album live mais un album studio reprenant  les dernières chansons enregistrées par Dalida, et notamment les chansons créées à l'Olympia. C'est ce titre qui va porter cet album de 1981 et en devenir le morceau le plus connu et le plus écouté.